# Llista de topònims de la Llagosta
Llista de topònims (noms propis de lloc) del municipi de la Llagosta, al Vallès Oriental
Informació actualitzada per un bot. Els canvis manuals es perdran quan s'actualitzi!

## curs d'aigua
| imatge | Nom             | Ubicat a                                                                        | instància de               | Detalls                                                     | coordenades                                                                                               | Protecció | Commons (més fotos) | Dades a WD                    |
| ------ | --------------- | ------------------------------------------------------------------------------- | -------------------------- | ----------------------------------------------------------- | --- | --------- | ------------------- | ----------------------------- |
|        | Besòs           | província de Barcelona Vallès Oriental Vallès Occidental Barcelonès             | curs d'aigua riu principal | Desemboca: mar Mediterrània Llarg: 17.7km Conca: 1038.31km² | 41° 32′ 47″ N, 2° 15′ 02″ E / 41.5463°N,2.2506°E 41° 25′ 07″ N, 2° 13′ 59″ E / 41.4187°N,2.2331°E 16 msnm |           | Besòs River         | Modifica les dades a Wikidata |
|        | Riera Seca      | Santa Perpètua de Mogoda Montcada i Reixac la Llagosta                          | curs d'aigua               | Desemboca: Besòs                                            | 41° 30′ 06″ N, 2° 11′ 58″ E / 41.5015388165755°N,2.199497222900391°E                                      |           | Riera Seca          | Modifica les dades a Wikidata |
|        | riera de Caldes | Caldes de Montbui Palau-solità i Plegamans Santa Perpètua de Mogoda la Llagosta | curs d'aigua               | Desemboca: Besòs Llarg: 22km Conca: 111km²                  | 41° 40′ 31″ N, 2° 07′ 59″ E / 41.675413°N,2.133147°E 41° 30′ 49″ N, 2° 12′ 40″ E / 41.513524°N,2.211012°E |           | Riera de Caldes     | Modifica les dades a Wikidata |

## masia
| imatge | Nom          | Ubicat a    | instància de | Detalls                                                   | coordenades                                                                                 | Protecció                                  | Commons (més fotos) | Dades a WD                    |
| ------ | ------------ | ----------- | ------------ | --------------------------------------------------------- | ------------------------------------------------------------------------------------------- | ------------------------------------------ | ------------------- | ----------------------------- |
|        | Can Baqué    | la Llagosta | masia        | Estil: arquitectura popular Estat: bon estat              | 41° 30′ 55″ N, 2° 11′ 31″ E / 41.51519°N,2.19186°E ca:Av. del Turó - c/ Sant Bonaventura    | bé cultural d'interès local                | Can Baqué           | Modifica les dades a Wikidata |
|        | Can Milans   | la Llagosta | masia        |                                                           | 41° 30′ 36″ N, 2° 11′ 34″ E / 41.5099114940592°N,2.19289766713918°E                         |                                            |                     | Modifica les dades a Wikidata |
|        | Can Pere Gil | la Llagosta | masia        | Estil: arquitectura popular Estat: bon estat              | 41° 31′ 36″ N, 2° 12′ 21″ E / 41.5268°N,2.2057444444444445°E ca:Ctra. N-152a, km 16,500     | bé integrant del patrimoni cultural català |                     | Modifica les dades a Wikidata |
|        | la Llebreta  | la Llagosta | masia        | Estil: arquitectura popular 18th century Estat: bon estat | 41° 30′ 48″ N, 2° 11′ 44″ E / 41.51328°N,2.19566°E ca:Vora del baixador de la Renfe 50 msnm | bé integrant del patrimoni cultural català | Mas la Llebre       | Modifica les dades a Wikidata |

## polígon industrial
| imatge | Nom                                 | Ubicat a    | instància de       | Detalls | coordenades                                                         | Protecció | Commons (més fotos) | Dades a WD                    |
| ------ | ----------------------------------- | ----------- | ------------------ | ------- | ------------------------------------------------------------------- | --------- | ------------------- | ----------------------------- |
|        | Polígon industrial Can Gil-Europarc | la Llagosta | polígon industrial |         | 41° 31′ 25″ N, 2° 12′ 06″ E / 41.5237448945055°N,2.20166705793904°E |           |                     | Modifica les dades a Wikidata |
|        | Polígon industrial de la Llagosta   | la Llagosta | polígon industrial |         | 41° 30′ 55″ N, 2° 12′ 00″ E / 41.5151770177519°N,2.20009458535479°E |           |                     | Modifica les dades a Wikidata |

## Misc
| imatge | Nom                              | Ubicat a    | instància de                                   | Detalls             | coordenades                                                                                              | Protecció                                  | Commons (més fotos)            | Dades a WD                    |
| ------ | -------------------------------- | ----------- | ---------------------------------------------- | ------------------- | --- | ------------------------------------------ | ------------------------------ | ----------------------------- |
|        | Escultura Tot Aigua              | la Llagosta | monument                                       |                     | 41° 30′ 48″ N, 2° 11′ 34″ E / 41.51326751708984°N,2.1928420066833496°E ca:Av. Onze de Setembre / Estació |                                            |                                | Modifica les dades a Wikidata |
|        | Estació de la Llagosta           | la Llagosta | estació de ferrocarril baixador                |                     | 41° 30′ 38″ N, 2° 11′ 59″ E / 41.510419444444°N,2.1997944444444°E 46 msnm                                |                                            | La Llagosta train station      | Modifica les dades a Wikidata |
|        | IES Marina                       | la Llagosta | edifici escolar                                |                     | 41° 30′ 39″ N, 2° 11′ 52″ E / 41.51091766357422°N,2.197645902633667°E ca:Estació, s/n                    |                                            | IES Marina                     | Modifica les dades a Wikidata |
|        | Sant Josep                       | la Llagosta | església església parroquial                   | Estil: academicisme | 41° 30′ 45″ N, 2° 11′ 36″ E / 41.51256°N,2.19347°E ca:Santa Teresa, 2 / Plaça Antoni Baqué               | bé integrant del patrimoni cultural català | Sant Josep de La Llagosta      | Modifica les dades a Wikidata |
|        | carrer de les Escoles            | la Llagosta | conjunt urbà                                   |                     | 41° 30′ 50″ N, 2° 11′ 30″ E / 41.514007568359375°N,2.1917810440063477°E ca:De les Escoles                |                                            |                                | Modifica les dades a Wikidata |
|        | casa consistorial de la Llagosta | la Llagosta | casa consistorial                              |                     | 41° 30′ 47″ N, 2° 11′ 36″ E / 41.5131751°N,2.1932179°E                                                   |                                            | Casa de la Vila de la Llagosta | Modifica les dades a Wikidata |
|        | depuradora de la Llagosta        | la Llagosta | depuradora d'aigües residuals                  | Desemboca: Besòs    | 41° 30′ 10″ N, 2° 12′ 00″ E / 41.50275212527231°N,2.20002830028534°E                                     |                                            | Depuradora de la Llagosta      | Modifica les dades a Wikidata |
|        | la Llagosta                      | la Llagosta | entitat singular de població capital municipal | 13070 hab           | 41° 30′ 50″ N, 2° 11′ 28″ E / 41.51398767°N,2.19120729°E 53 msnm                                         |                                            |                                | Modifica les dades a Wikidata |
|        | xemeneia de Can Calvet           | la Llagosta | xemeneia de fàbrica edifici industrial         |                     | 41° 30′ 57″ N, 2° 11′ 48″ E / 41.5158576965332°N,2.1967790126800537°E ca:Mogoda                          |                                            |                                | Modifica les dades a Wikidata |